# Schio
Schio é uma comuna italiana da região do Vêneto, província de Vicenza, com cerca de 37.281 habitantes. Estende-se por uma área de 67 km², tendo uma densidade populacional de 556 hab/km². Faz fronteira com Marano Vicentino, Monte di Malo, Posina, San Vito di Leguzzano, Santorso, Torrebelvicino, Valdagno, Valli del Pasubio, Velo d'Astico, Zanè.

## Pessoas ligadas à Schio
- Christian Carlassare, M.C.C.I., (1977), bispo de Rumbek

## Outras imagens

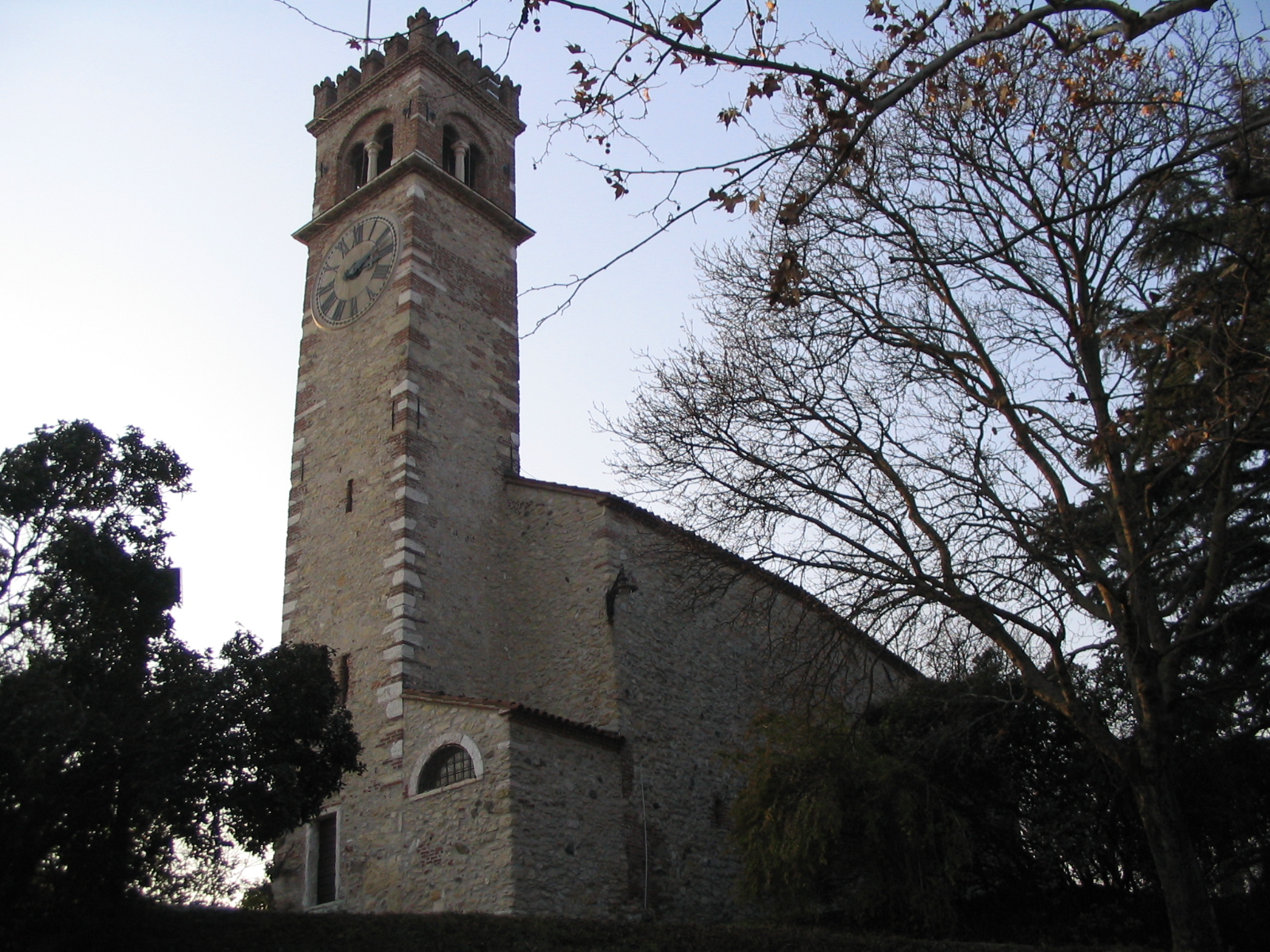
Castelo de Schio.

## Demografia
| Variação demográfica do município entre 1861 e 2011                               |
|                                                                                   |
| Fonte: Istituto Nazionale di Statistica (ISTAT) - Elaboração gráfica da Wikipedia |